# Preston Griffall
Preston Griffall, né le 6 juin 1984 à Salt Lake City est un lugeur américain spécialiste du double. Il a participé aux Jeux olympiques de 2006 et 2014, terminant respectivement huitième et quatorzième. Il achève son partenariat avec Matthew Mortensen en 2014.

## Palmarès

### Jeux olympiques
- Turin 2006 : 8e du double avec Dan Joye
- Sotchi 2014 : 6e du double avec Matthew Mortensen

### Championnats du monde
- Meilleur résultat en double : 6e en 2005

### Coupe du monde
- Meilleur classement général : 9e en 2012.
- 3 podiums en relais.